# Verin Getashen
Verin Getashen (in armeno Վերին Գետաշեն?) è un comune dell'Armenia di 5 031 abitanti (2009) della provincia di Gegharkunik.